# Ересите от Фегор
Ересите от Фегор са старозаветен сюжет, олицетворяващ похотливостта, сладострастието и разврата като първият от Седемте смъртни гряха.
Оргиите в чест на Баал-Пеор или Ваал Пеор продължавали с дни, в които нищо друго не се вършело освен съвокупления от Израиля. С този библейски сюжет се заклеймява култа по високите места, а именно върха на хълм или планина, на която Валак провожда Валаам (чародей), в опит да го накара да прокълне Израиля. От върха се вижда цялата земя на Израиля и Юда, но чародеят отказва пророчески, за да успее опита за спасение на Божия народ. Високият Пеор е аналогичен и отъждествяван етимологически с египетския Пи-Ор ("Къща на Хор(а)", т.е. и в смисъл на публичен дом).
Известно е, че израилтяните бил изпаднали по времето на Съдиите на Израил в грях и служели и се кланяли по високите места идолопоклонически на Белфегор - моавитския Ваал-Пе'ор (Фегор), който бил изобразяван под формата на фалос и ритуалите, с които бил почитан, имали оргиен характер в смисъл на разврат.